# Orleans (Vermont)
Orleans – wieś w Stanach Zjednoczonych, w stanie Vermont, w hrabstwie Orleans.